# Marion Marshall
Marion Marshall (* 8. Juni 1929 in Los Angeles, Kalifornien als Marian Lepriel Tanner; † 24. September 2018) war eine US-amerikanische Schauspielerin.

## Leben
Marion Marshall wurde 1929 als Marian Lepriel Tanner in Los Angeles geboren. Im Alter von achtzehn Jahren wurde sie 1947 von 20th Century Fox entdeckt und erhielt ihre ersten kleinen Rollen in Tabu der Gerechten und Daisy Kenyon.
Ihre erste größere Rolle spielte Marshall als Lt. Kitty Lawrence 1949 in der Screwball-Komödie Ich war eine männliche Kriegsbraut. Bekanntheit erlangte sie zudem durch die weibliche Hauptrolle in insgesamt drei Filmen mit Dean Martin und Jerry Lewis: Der Prügelknabe und That’s My Boy  im Jahr 1951 sowie Seemann paß auf im Jahr 1952. Insgesamt war Marshall in mehr als 25 Filmen zu sehen. Zudem wirkte sie als Gastdarstellerin in mehreren Fernsehserien mit, darunter 1959 in zwei Folgen von Perry Mason. 1975 beendete Marshall ihre Schauspielkarriere.
Bekanntheit außerhalb der Schauspielerei erlangte Marion Marshall vor allem durch ihre Ehe mit dem Schauspieler Robert Wagner, den sie im Jahr 1963 heiratete. Im Mai 1964 kam die gemeinsame Tochter Katie zur Welt, die später Fernsehmoderatorin wurde. Nach acht Jahren Ehe trennten sich Marshall und Wagner im Jahr 1971. Marshall war bereits zuvor zweimal verheiratet: Von 1945 bis 1948 mit Allen Davey, dann von 1952 bis 1959 mit dem Regisseur Stanley Donen, mit dem sie zwei Kinder bekam.
Marion Marshall starb am 24. September 2018 im Alter von 89 Jahren.

## Filmografie (Auswahl)
- 1947: Daisy Kenyon
- 1947: Tabu der Gerechten (Gentleman's Agreement)
- 1948: Straße ohne Namen (The Street with No Name)
- 1948: Nachtclub-Lilly (Road House)
- 1948: Eine Dachkammer für zwei (Apartment for Peggy)
- 1948: Die Schlangengrube (The Snake Pit)
- 1948: Die Ungetreue (Unfaithfully Yours)
- 1949: Ich war eine männliche Kriegsbraut (I Was a Male War Bride)
- 1949: Dancing in the Dark
- 1950: Varieté-Prinzessin (Wabash Avenue)
- 1950: A Ticket to Tomahawk
- 1950: Stella
- 1951: Okinawa (Halls of Montezuma)
- 1951: That’s My Boy
- 1951: Der Prügelknabe (The Stooge)
- 1952: Seemann paß auf (Sailor Beware)
- 1958: Peter Gunn (Fernsehserie, eine Folge)
- 1958: Laßt mich leben (I Want to Live!)
- 1959: Have Gun – Will Travel (Fernsehserie, eine Folge)
- 1959: Perry Mason (Fernsehserie, zwei Folgen)
- 1968: Ihr Auftritt, Al Mundy (It Takes a Thief; Fernsehserie, eine Folge)